# Chamíes
Chamí ou Emberá-Chamí est un groupe ethnique indigène colombien qui parle un dialecte de la langue Emberá : Chamí signifie "chaîne de montagnes" et Embera signifie "peuple" ; les Chamí sont donc le peuple des montagnes, par opposition aux Emberá proprement dits, qui vivent dans les jungles des plaines de la région du Pacifique, et aux Embera-Katío, qui habitent les bassins de l'Atrato et du haut Sinú.
Les Chamí, comme les autres Emberá, ont toujours suivi un modèle d'habitat dispersé. Ils vivent dans différentes communautés andines des départements d'Antioquia, Caldas, Risaralda et Quindío.
En raison de leurs différences linguistiques dialectales, les autochtones Emberá d'Antioquia, en Colombie, sont subdivisés en deux groupes : les Catíos, qui constituent aujourd'hui 61 % de la population autochtone totale du département, et les Chamies, qui représentent 16 %. Les autres groupes ethniques vivant dans le département sont les Zenú et les Cuna, qui représentent respectivement 13% et 8% de la population totale (0.I.A 1999).

## Jaibanismo
Un aspect important de la vie des Emberá est leur relation avec les esprits Jai à travers leurs Jaibanás, des chamans non héréditaires qui apprennent de leurs maîtres expérimentés le pouvoir spirituel magique à partir duquel la vie, la santé, la subsistance et la nature sont régulées.
Ils conçoivent trois formes de Jai : celles de l'eau, Dojura, ainsi que les Wandra, mères des animaux et des plantes qui habitent à la source des rivières ; les Antumiá de la jungle profonde ; et celles des animaux de la jungle qui sont des transformations des âmes des humains morts.
Les relations des Jaibaná avec les Jai garantissent les activités fondamentales de la société et la continuité des cycles naturels, tout en établissant la territorialité des communautés. Ces transactions ont un caractère cosmologique dans la mesure où la communication et les accords avec le Jai règlent les échanges entre les différents niveaux superposés de l'Univers.
Dachizeze, père du monde supérieur, a engendré Tutruicá dans le monde inférieur et Caragabí dans ce monde. On dit que Caragabí n'a pu fabriquer des humains qu'en empruntant de la boue à Tutruicá et qu'il les a ensuite fait bouger parce qu'il savait leur enlever la lourdeur de la terre. Le maïs et le chontaduro ont été apportés d'un niveau supérieur : sans l'échange de matériaux et de connaissances entre les niveaux de l'Univers... la société et la nature ne pourraient pas continuer. Caragabí réussit à faire tomber l'arbre Jenené et à sa racine la mer a germé, et ses branches sont les fleuves et au-dessus des fleuves se trouve un grand serpent, Jepá, avec lequel on peut accéder au transport entre les niveaux de l'Univers, ce qui se produit également à la source des fleuves, où passent les êtres des mondes inférieurs et supérieurs. Les animaux chassés qui ont leurs mères dans les sources des rivières sont des gens d'en bas rendus visibles comme des animaux, et les âmes des humains morts peuvent être de la nourriture pour les gens d'en bas ; comme lorsqu'un serpent mord un humain, on considère que les gens d'en bas l'ont chassé.

## Langue
Les Chamí parlent un dialecte de la langue embera, qui est une langue agglutinante et ergative qui privilégie le point de vue objet (ou patient) du verbe.

## Ablation clitoridienne
Les autorités chargées des droits de l'homme et la députée Martha Cecilia Alzate ont dénoncé le fait qu'au sein de la communauté vivant dans le département colombien de Risaralda, des cas de mutilations génitales de filles Embera Chamí ont été découverts, ce qui a conduit à un programme coordonné par les autorités locales, nationales et internationales, dans lequel les femmes Embera Chamí se sont engagées à éradiquer cette pratique.